# Mihai Ghimpu
Mihai Ghimpu (ur. 19 listopada 1951 w Kiszyniowie) – mołdawski polityk i prawnik, przewodniczący Partii Liberalnej od 1998 do 2018, przewodniczący Parlamentu Republiki Mołdawii od 28 sierpnia 2009 do 28 grudnia 2010, pełniący obowiązki prezydenta Mołdawii od 11 września 2009 do 28 grudnia 2010.

## Życiorys
Mihai Ghimpu urodził się w 1951. Ukończył prawo na Państwowym Uniwersytecie Mołdawskim w Kiszyniowie. Od 1978 do 1990 pracował jako prawnik w przedsiębiorstwach państwowych. W 1988 był jednym z założycieli Frontu Ludowego Mołdawii, przewodniczył komitetowi wykonawczemu tej organizacji. W latach 1990–1998 wchodził w skład Parlamentu Republiki Mołdawii. W 1998 Mihai Ghimpu został przewodniczącym Partii Reform (przemianowanej w 2005 na Partię Liberalną). Również w 1998 rozpoczął prowadzenie prywatnej praktyki adwokackiej. W 2007 został radnym rady miejskiej Kiszyniowa, a od 2007 do 2008 był jej przewodniczącym.
W wyniku wyborów z 5 kwietnia 2009 ponownie został wybrany do parlamentu, a jego partia zdobyła w sumie 15 mandatów. We wcześniejszych wyborach parlamentarnych z 29 lipca 2009, rozpisanych po tym jak parlament nie zdołał dokonać wyboru nowego prezydenta, Partia Liberalna osiągnęła ten sam rezultat, a jej lider został powtórne wybrany na deputowanego.
8 sierpnia 2009 wraz z liderami trzech pozostałych opozycyjnych partii politycznych, Vladem Filatem, Marianem Lupu oraz Serafimem Urecheanem, utworzył Sojusz na rzecz Integracji Europejskiej, koalicję, której celem było przejęcie władzy od Partii Komunistów Republiki Mołdawii.
28 sierpnia 2009 Mihai Ghimpu został wybrany na przewodniczącego Parlamentu Republiki Mołdawii. W głosowaniu poparło go 53 deputowanych z czterech partii opozycyjnych. Zobowiązał się do podejmowania wysiłków na rzecz budowy demokratycznego i praworządnego państwa w Republice Mołdawii, w którym respektowane byłyby prawa wszystkich obywateli, niezależnie od ich pochodzenia. Wyraził pewność, że Sojusz na rzecz Integracji Europejskiej zapewni jego krajowi dynamiczny rozwój oraz otworzy drogę do integracji z rodziną europejskich narodów.
11 września 2009 Vladimir Voronin przesłał do parlamentu swoją rezygnację z funkcji p.o. prezydenta Mołdawii. Zgodnie z konstytucją, stanowisko to objął z urzędu Mihai Ghimpu jako przewodniczący parlamentu. Parlament w przyjętej rezolucji potwierdził wybór lidera liberałów na stanowisko tymczasowego prezydenta i skierował ją celem zatwierdzenia do Sądu Konstytucyjnego.
17 września 2009 Sąd Konstytucyjny zatwierdził wybór przewodniczącego parlamentu na urząd p.o. prezydenta jako zgodny z prawem. Tego samego dnia Mihai Ghimpu desygnował Vlada Filata na stanowisko premiera Mołdawii.
28 grudnia 2010 na pierwszym posiedzeniu parlamentu po wyborach, w których Mihai Ghimpu uzyskał poselską reelekcję, deputowani nie dokonali wyboru nowego przewodniczącego izby, co zgodnie z prawem automatycznie skutkowało przejęciem obowiązków głowy państwa przez premiera Vlada Filata. 30 grudnia 2010 na nowego przewodniczącego parlamentu został wybrany Marian Lupu, który przejął także obowiązki prezydenta.
W wyborach w 2014 ponownie startował z kierowanej przez siebie Partii Liberalnej, uzyskując mandat poselski na kolejną kadencję. W 2016 kandydował w pierwszych bezpośrednich wyborach prezydenckich. W pierwszej turze głosowania otrzymał 1,8% głosów. W 2018 ustąpił z funkcji przewodniczącego PL, zastąpił go na tym stanowisku jego krewny Dorin Chirtoacă.

## Odznaczenia
Odznaczony Orderem Republiki.